# Rumänische Meisterschaften im Naturbahnrodeln 2012
Die Rumänischen Meisterschaften im Naturbahnrodeln 2012 fanden am 3. März in Cârlibaba statt. Ausgetragen wurden die Disziplinen Einsitzer Herren, Einsitzer Damen und Doppelsitzer sowie ein Mannschaftswettbewerb. In den Einsitzern gab es eigene Juniorenwertungen, wobei bei den Damen nur Juniorinnen am Start waren.

## Ergebnisse Senioren

### Einsitzer Herren
| Rang | Name              | Klub             | Jahrgang | Zeit 1.     | Zeit 2.     | Gesamt      |
| ---- | ----------------- | ---------------- | -------- | ----------- | ----------- | ----------- |
| 1    | Bogdan Moroșan    | CSI Vatra Dornei | 1991     | 52,09 s     | 53,73 s     | 1:45,82 min |
| 2    | Adrian Filimon    | CSS Vatra Dornei | 1986     | 53,86 s     | 51,88 s     | 1:45,84 min |
| 3    | Cosmin Codin      | CSO Sinaia       | 1994     | 54,17 s     | 53,30 s     | 1:47,47 min |
| 4    | Marius Bălan      | CSI Vatra Dornei | 1991     | 56,45 s     | 56,32 s     | 1:52,77 min |
| 5    | Alexandru Vîlcan  | CSS Toplița      | 1992     | 56,17 s     | 56,72 s     | 1:52,89 min |
| 6    | Ciprian Tazlaoanu | CSI Vatra Dornei | ?        | 56,35 s     | 57,29 s     | 1:53,67 min |
| 7    | Marian Negotei    | CSO Sinaia       | 1981     | 1:21,63 min | 1:19,39 min | 2:41,02 min |
| 8    | Cătălin Hutopilă  | CSI Vatra Dornei | ?        | 1:26,38 min | 1:20,42 min | 2:46,80 min |

### Einsitzer Damen
| Rang | Name              | Klub             | Jahrgang | Zeit 1. | Zeit 2. | Gesamt      |
| ---- | ----------------- | ---------------- | -------- | ------- | ------- | ----------- |
| 1    | Anișoara Hutopilă | CSI Vatra Dornei | 1995     | 38,47 s | 39,04 s | 1:17,51 min |
| 2    | Adina Vodă        | CSS Toplița      | 1994     | 39,35 s | 39,24 s | 1:18,59 min |
| 3    | Alexandra Coubis  | CSI Vatra Dornei | ?        | 43,13 s | 38,34 s | 1:21,47 min |

### Doppelsitzer
| Rang | Namen                            | Mannschaft       | Jahrgang  | Zeit 1. | Zeit 2. | Gesamt      |
| ---- | -------------------------------- | ---------------- | --------- | ------- | ------- | ----------- |
| 1    | Bogdan Moroșan Marius Bălan      | CSI Vatra Dornei | 1992 1991 | 33,10 s | 33,66 s | 1:06,76 min |
| 2    | Adrian Filimon Ciprian Tazlaoanu | CSI Vatra Dornei | 1986 ?    | 34,25 s | 34,44 s | 1:08,69 min |
| 3    | Marian Negotei Cosmin Codin      | CSO Sinaia       | 1981 1994 | 35,76 s | 33,44 s | 1:09,20 min |
| 4    | Alexandru Vîlcan Adina Vodă      | CSS Toplița      | 1992 1994 | 37,61 s | 39,45 s | 1:17,06 min |

### Mannschaft
| Rang | Klub             | Einsitzer Herren | Einsitzer Damen | Doppelsitzer | Gesamtzeit  |
| ---- | ---------------- | ---------------- | --------------- | ------------ | ----------- |
| 1    | CSI Vatra Dornei | 30,75 s          | 37,72 s         | 33,66 s      | 1:42,13 min |
| 2    | CSO Sinaia       | 32,00 s          | 40,19 s         | 33,44 s      | 1:45,63 min |
| 3    | CSS Toplița      | 34,62 s          | 40,44 s         | 39,45 s      | 1:54,51 min |

## Ergebnisse Junioren

### Einsitzer Herren
| Rang | Name             | Klub             | Jahrgang | Zeit 1.     | Zeit 2.     | Gesamt      |
| ---- | ---------------- | ---------------- | -------- | ----------- | ----------- | ----------- |
| 1    | Cosmin Codin     | CSO Sinaia       | 1994     | 54,17 s     | 53,30 s     | 1:47,47 min |
| 2    | Alexandru Vîlcan | CSS Toplița      | 1992     | 56,17 s     | 56,72 s     | 1:52,89 min |
| 3    | Cătălin Hutopilă | CSI Vatra Dornei | ?        | 1:26,38 min | 1:20,42 min | 2:46,80 min |

### Einsitzer Damen
| Rang | Name              | Klub             | Jahrgang | Zeit 1. | Zeit 2. | Gesamt      |
| ---- | ----------------- | ---------------- | -------- | ------- | ------- | ----------- |
| 1    | Anișoara Hutopilă | CSI Vatra Dornei | 1995     | 38,47 s | 39,04 s | 1:17,51 min |
| 2    | Adina Vodă        | CSS Toplița      | 1994     | 39,35 s | 39,24 s | 1:18,59 min |
| 3    | Alexandra Coubis  | CSI Vatra Dornei | ?        | 43,13 s | 38,34 s | 1:21,47 min |